# Lista światowego dziedzictwa UNESCO w Arabii Saudyjskiej
Lista światowego dziedzictwa UNESCO w Arabii Saudyjskiej – lista miejsc w Arabii Saudyjskiej wpisanych na listę światowego dziedzictwa UNESCO, ustanowioną na mocy konwencji w sprawie ochrony światowego dziedzictwa kulturowego i naturalnego, przyjętą przez UNESCO na 17. sesji w Paryżu 16 listopada 1972 i ratyfikowanej przez Arabię Saudyjską 7 sierpnia 1978 roku.
Obecnie (stan na 2024 rok) na liście znajduje się osiem obiektów – siedem ma charakter dziedzictwa kulturowego i jeden dziedzictwa przyrodniczego.
Na saudyjskiej liście informacyjnej UNESCO – liście obiektów, które Arabia Saudyjska zamierza rozpatrzyć do zgłoszenia do wpisu na listę światowego dziedzictwa, znajduje się 8 obiektów (stan na 2024 rok).

## Obiekty na liście światowego dziedzictwa UNESCO
Poniższa tabela przedstawia saudyjskie obiekty na liście światowego dziedzictwa UNESCO:
Nr ref. – numer referencyjny UNESCO;
Obiekt – polskie tłumaczenie nazwy wpisu na liście wraz z jej angielskim oryginałem;
Położenie – miasto, region; współrzędne geograficzne;
Typ – klasyfikacja według Komitetu Światowego Dziedzictwa:
- kulturowe (K),
- przyrodnicze (P),
- kulturowo–przyrodnicze (K,P);

Rok – roku wpisu na listę;
Opis – krótki opis obiektu wraz z informacjami o jego zagrożeniu.
     † zagrożone
| Nr ref. | Obiekt                                                                                             | Zdjęcie | Położenie                                                         | Typ            | Rok  | Opis |
| ------- | -------------------------------------------------------------------------------------------------- | ------- | ----------------------------------------------------------------- | -------------- | ---- | --- |
| 1293    | Stanowisko archeologiczne Al-Hidżr (Mada’in Salih) Al-Hijr Archaeological Site (Madâin Sâlih)      |         | Medyna 26°47′01″N 37°57′18″E/26,783611 37,955000                  | K (ii)(iii)    | 2008 | Starożytne miasto Hegra – obecnie stanowisko archeologiczne, największe zachowane świadectwo cywilizacji nabatejskiej na południe od Petry w Jordanii. Do dziś zachowało się 111 monumentalnych grobowców z okresu od I w. p.n.e. do I w. n.e., 94 o dekorowanych fasadach, oraz studnie świadczące o dobrej znajomości Nabatejczyków zasad hydrauliki. W skałach Hegry odkryto ponadto ok. 50 inskrypcji z czasów przednabatejskich oraz rysunki naskalne.                                                                                           |
| 1329    | Twierdza al-Turaif w Ad-Dirijja At-Turaif District in ad-Dir'iyah                                  |         | Rijad 24°44′03″N 46°34′21″E/24,734167 46,572500                   | K (iv)(v)(vi)  | 2010 | Ad-Dirijja była pierwszą stolicą państwa saudyjskiego wzniesioną w XV w. w stylu charakterystycznym dla regionu Nadżd. W XVIII–XIX w. twierdza al–Turaif stała się głównym ośrodkiem władzy Saudów i wahhabizmu. Wpis obejmuje pozostałości wielu pałaców i zespołu urbanistycznego wzniesionego na skraju oazy Ad-Dirijja. |
| 1361    | Historyczna Dżudda, brama do Mekki Historic Jeddah, the Gate to Makkah                             |         | Mekka 21°29′02″N 39°11′15″E/21,483889 39,187500                   | K (ii)(iv)(vi) | 2014 | Dżudda, położona na wschodnim wybrzeżu Morza Czerwonego, była od VII w. jednym z najważniejszych portów na szlakach handlowych na Ocean Indyjski i miejscem przybywania pielgrzymów udających się do Mekki. Dżudda stała się dynamicznie rozwijającym się wielokulturowym ośrodkiem miejskim, z charakterystycznymi domami-wieżami stawianymi pod koniec XIX w. przez miejscowe elity kupieckie. Jej styl architektoniczny łączył lokalne tradycje budowania z koralowca z wpływami zagranicznymi, upowszechniającymi się dzięki kontaktom handlowym. |
| 1472    | Sztuka naskalna w regionie Ha’il Rock Art in the Hail Region of Saudi Arabia                       |         | Ha’il 28°00′38″N 40°54′47″E/28,010556 40,913056                   | K (i)(iii)     | 2015 | Skały Dżabal Umm Sinman, Dżabal al-Mandżor i Raat obfitują w petroglify i rysunki naskalne przedstawiające postaci ludzi i zwierząt. |
| 1563    | Oaza Al-Ahsa, przeobrażający się krajobraz kulturowy Al-Ahsa Oasis, an Evolving Cultural Landscape |         | Prowincja Wschodnia 25°24′07,8″N 49°37′50,0″E/25,402167 49,630569 | K (iii)(iv)(v) | 2018 | Tradycyjna oaza z ogrodami, kanałami, studniami – rośnie tu 2,5 miliona palm daktylowych – jest to największa oaza na świecie. |
| 1619    | Obszar kulturowy Ḥimā Ḥimā Cultural Area                                                           |         | Nadżran 18°19′00,2″N 44°32′43,2″E/18,316711 44,545336             | K (iii)        | 2021 | Stanowisko malowideł naskalnych sprzed 7 tys. lat i inskrypcji pismem południowoarabskim. |
| 1699    | Uruk Bani Ma’arid ‘Uruq Bani Ma’arid                                                               |         | Nadżran Rijad 19°20′00″N 45°30′00″E/19,333333 45,500000           | P (vii)(ix)    | 2023 | Obszar chroniony na pustyni Ar-Rab al-Chali, gdzie reintrodukowany jest oryks arabski, który wyginął na wolności. |
| 1712    | Krajobraz kulturowy Karjat Al-Fau The Cultural Landscape of Al-Faw Archaeological Area             |         | Rijad 19°46′56,4″N 45°08′53,6″E/19,782333 45,148222               | K (ii)(v)      | 2024 | Dawna stolica królestwa Kindytów – obecnie stanowisko archeologiczne. |

## Obiekty na saudyjskiej Liście Informacyjnej UNESCO
Poniższa tabela przedstawia obiekty na saudyjskiej Liście Informacyjnej UNESCO:
Nr ref. – numer referencyjny UNESCO;
Obiekt – polskie nazwa obiektu wraz z jej angielskim oryginałem na saudyjskiej Liście Informacyjnej;
Położenie – miasto, region; współrzędne geograficzne;
Typ – klasyfikacja według zgłoszenia:
- kulturowe (K),
- przyrodnicze (P),
- kulturowo–przyrodnicze (K,P);

Rok – roku wpisu na Listę Informacyjną;
Opis – krótki opis obiektu wraz z informacjami o jego zagrożeniu.
| Nr ref. | Obiekt | Zdjęcie | Położenie                                                | Typ            | Rok  | Opis |
| ------- | --- | ------- | -------------------------------------------------------- | -------------- | ---- | --- |
| 6025    | Darb Zubajda (szlak pielgrzymkowy z Kufy do Mekki) Darb Zubayda (Pilgrim Road from Kufa to Makkah)         |         | Północna Prowincja Graniczna Ha’il Al-Kasim Medyna Mekka | K (i)(ii)(iv)  | 2015 | Szlak pielgrzymkowy z Kufy do Mekki – Darb Zubajda (nazwany imieniem Zubajdy bint Dżafar (zm. 831/832) znanej z działalności na rzecz pielgrzymów żony kalifa z dynastii Abbasydów Haruna ar-Raszida (763–809)) – wykorzystywał szlak handlowy istniejący w okresie przedislamskim. Szlak przeżywał lata świetności w okresie Islamskiego Kalifatu Abbasydów (750–1258), kiedy to go oznakowano a przy trasie wybudowano stacje ze studniami i domami dla podróżnych. W sumie wzniesiono 27 stacji i kolejnych 27 podstacji. |
| 6026    | Kolej Hidżaska Hejaz Railway                                                                               |         | Tabuk Medyna                                             | K (ii)(iv)(vi) | 2015 | Linia kolei wąskotorowej z Damaszku do Medyny, biegnąca przez krainę Hidżaz w Arabii Saudyjskiej, od której bierze swoją nazwę. Powstała na polecenie sułtana Imperium Osmańskiego Abdülhamida II (1842–1918) w 1909 roku, by zapewnić transport pielgrzymom. Najważniejsze przystanki na trasie kolei to: Tabuk, Mada’in Salih i Medyna. |
| 6027    | Syryjski szlak hadżdżu Syrian Hajj Road                                                                    |         | Tabuk Medyna Mekka                                       | K (ii)(iv)(vi) | 2015 | Szlak pielgrzymkowy z Damaszku do Medyny o długości 1307 km. |
| 6028    | Egipski szlak hadżdżu Egyptian Hajj Road                                                                   |         | Tabuk Medyna Mekka                                       | K (ii)(iv)(vi) | 2015 | Szlak pielgrzymkowy z Egiptu do Mekki i Medyny. |
| 6030    | Ridżal Almaa, wioska dziedzictwa w regionie Asir Rijal Almaa Heritage Village in Assir Region              |         | Asir 18°12′44″N 42°30′26″E/18,212222 42,507222           | K (iv)(v)      | 2015 | W Ridżal Almaa zbiegają się szlaki z Jemenu i Lewantu do Mekki i Medyny. Znajduje się tu ok. 60 kilkupiętrowych umocnionych pałaców wzniesionych z kamienia, gliny i drewna. |
| 6031    | Zee Ain, wioska dziedzictwa w regionie Asir Zee Ain Heritage Village in Al-Baha Region                     |         | Al-Baha 19°46′02,8″N 41°26′03,2″E/19,767444 41,434222    | K (iv)(v)      | 2015 | Tradycyjna wioska, charakterystyczna dla regionu Al-Baha, wzniesiona na wzgórzu z 312 kamiennymi, kilkupiętrowymi domami i meczetem, o unikalnym planie urbanistycznym, otoczona murem obronnym. Najwcześniejsze domy datowane są na VIII w. |
| 6034    | Daumat al-Dżandal, oaza historyczna w regionie Al-Dżauf Dûmat Al-Jandal Historical Oasis in Al-Jawf Region |         | Al-Dżauf 29°48′41,1″N 39°52′05,9″E/29,811417 39,868306   | K (ii)(iv)     | 2015 | Od czasów starożytnych Daumat al-Dżandal było głównym ośrodkiem handlowym w północnej części Półwyspu Arabskiego – Asyryjczycy nazywali miasto Adummatu w VIII w. p.n.e. W mieście zachowała się m.in. twierdza Marid wzniesiona przed 272 r. n.e. i meczet Omara z VII w. |
| 6370    | Dżaza’ir Farasan Farasan Islands Protected Area                                                            |         | Dżazan 16°48′00″N 41°54′00″E/16,800000 41,900000         | P (x)          | 2019 | Dżaza’ir Farasan – archipelag w południowej części Morza Czerwonego. |